# Roberto Hernández Vázquez
Roberto Hernández Vázquez (20 de mayo de 1944 - Ciudad de México, 9 de enero de 2021) fue un productor, actor de teatro y escritor de televisión mexicano, conocido por su carrera en Televisa.

## Biografía
Roberto Hernández Vázquez tuvo una formación en la Escuela Nacional de Teatro de la Universidad Nacional Autónoma de México. Comenzó su carrera en televisión como Asistente de Producción, dentro de Televisa San Ángel, en el equipo de producción del productor José Rendón las telenovelas. Ahí se abrió camino desde su inicio como Asistente de Producción, Coordinador de Producción, Gerente de Producción, entre otros puestos. En 1993 le toca llevar la batuta en su equipo de producción para levantar como pilar fundamental la exitosa telenovela Corazón salvaje. 
Inicia como productor ejecutivo en 1999 con la telenovela Tres mujeres, una historia original de Martha Carrillo y Cristina García, cuando el productor original José Rendón renuncia al proyecto.
Después produjo telenovelas como Atrévete a olvidarme en 2001, Corazones al límite en 2004 y Heridas de amor en 2006, algunas exitosas, otras no tanto por distintas circunstancias dentro de la empresa donde trabaja. 
Se caracterizó por tener buen gusto en las historias que realiza, mantener la calidad visual y tener un equipo unido y muy profesional. Roberto Hernández es una persona que si bien no tiene la preferencia completa de los ejecutivos de la empresa donde labora, es muy apreciado por su gran profesionalismo y alta calidad humana.
Regresó a producir una nueva telenovela después de 8 años de ausencia Amor de barrio en 2015 adaptación de Paloma de Marissa Garrido y Muchacha de barrio de Fernanda Villeli y protagonizada por Renata Notni y Mane de la Parra.
Falleció el 9 de enero de 2021, de una severa complicación respiratoria causada por el COVID-19.

## Trayectoria

### Productor ejecutivo
- Amor de barrio (2015)[3]
- Heridas de amor (2006)
- Corazones al límite (2004)
- Atrévete a olvidarme (2001)
- Tres mujeres (1999-2000)

### Productor asociado
- La jaula de oro (1997)
- Morir dos veces (1996)
- La paloma (1995)

### Gerente de producción
- Corazón salvaje (1993-1994)
- Sueño de amor (1993)
- Balada por un amor (1989-1990)

### Escritor
Historia original
- Atrévete a olvidarme (2001) con Martha Carrillo y Martha Olaiz

Edición literaria
- Alondra (1995) con Martha Carrillo

## Premios y nominaciones

### Premios TVyNovelas
| Año  | Categoría             | Telenovela      | Resultado |
| ---- | --------------------- | --------------- | --------- |
| 2016 | Mejor multiplataforma | Amor de barrio  | Nominado  |
| 2007 | Mejor telenovela      | Heridas de amor | Nominado  |
| 2000 | Mejor telenovela      | Tres mujeres    | Nominado  |